# Адесина, Акинвуми
Акинвуми Адесина (англ. Akinwumi Adesina) — нигерийский экономист, президент Африканского банка развития, прежде — министр сельского хозяйства и развития сельских районов Нигерии, вице-президент по политике и партнерству Альянса за зеленую революцию в Африке (AGRA).

## Ранняя жизнь и образование
Адесина родился в семье нигерийского фермера в Ибадане, штат Ойо, Нигерия, учился в средней школе баптистов Эджигбо и получил степень бакалавра по экономике сельского хозяйства с отличием в Университете Ифе (ныне Университет Обафеми Аволово) в 1981 году. Адесина стал первым студентом, удостоенным отличия университета, и продолжил обучение в Университете Пердью, штат Индиана, США, ненадолго вернувшись в Нигерию в 1984 году, где сочетался браком. Он получил степень доктора философии по экономике сельского хозяйства в 1988 году в Университете Пердью, где он защитил докторскую диссертацию.

## Карьера
С 1990 по 1995 год Адесина занимал должность старшего экономиста в Африканского центра риса (West African Rice Development Association, WARDA) в Буаке, Кот-д'Ивуар. Он работал в Фонде Рокфеллера с тех пор, как в 1988 году получил стипендию фонда в качестве старшего научного сотрудника. С 1999 по 2003 год Адесина был представителем Фонда в регионе Южной Африки.  С 2003 по 2008 год Адесина был заместителем директора Фонда по продовольственной безопасности.
Адесина работал министром сельского хозяйства Нигерии с 2010 по 2015 год и был назван «Человеком года в Африке» по версии журнала Forbes за реформу нигерийского сельского хозяйства. Он внес большую прозрачность в цепочку поставок удобрений. Он также предлагал раздать фермерам мобильные телефоны, но это оказалось слишком сложно по причине отсутствия мобильной связи в сельской местности.
В 2010 году Генеральный секретарь Организации Объединенных Наций Пан Ги Мун назначил его одним из 17 мировых лидеров, которые должны возглавить достижение Целей развития тысячелетия. В 2010 году также Адесина получил премию Borlaug CAST Communication Award от Совета по сельскохозяйственной науке и технологиям (Council for Agricultural Science and Technology, CAST), в том же году, когда премия была переименована в честь сельскохозяйственного биолога и лауреата Нобелевской премии мира 1970 года Нормана Борлоуга.
28 мая 2015 года Адесина был объявлен кандидатом в президенты Африканского банка развития и приступил к исполнению обязанностей в этой должности 1 сентября 2015 года, став первым нигерийцем на этом посту.
В сентябре 2016 года Генеральный секретарь Организации Объединенных Наций Пан Ги Мун назначил Адесину членом Руководящей группы Движения за расширение масштабов питания. В 2017 году он был удостоен Всемирной продовольственной премии.
В 2019 году Адесина стал лауреатом премии мира Сонхак, созданной корейской общественной деятельницей и основательницей Федерации за всеобщий мир и Федерации женщин за мир во всём мире (неправительственные организация в генеральном консультативном статусе при ЭКОСОС ООН) Хан Хакча .
27 августа 2020 года Адесина был переизбран на пост президента Африканского банка развития на второй срок.
6 марта 2024 года в отеле Continental в Лагосе премия Обафеми Аволово за лидерство 2023 года (Obafemi Awolowo Leadership Award) была вручена Акинвуми Адесине.

## Личная жизнь
Во время учебы в Университете Пердью Адесина и его жена, а также еще одна супружеская пара основали христианскую группу под названием «Африканское студенческое товарищество» (англ. African Student Fellowship).

## Награды
- 2010, Премия имени Борлоуга CAST в области коммуникаций, Совет по сельскохозяйственной науке и технологиям (CAST)[11]
- 2013, Forbes Africa Человек года[10]
- 2015, один из 100 самых влиятельных африканцев, журнал New African [19]
- 2018 г., Почетный доктор Университета Афе Бабалола[20]
- 2019, Forbes Africa Человек года (2-й раз)[21]
- 2019, Премия мира Сонхак[22]
- 28 января 2020 г., почетный доктор наук, Федеральный университет сельского хозяйства, Абеокута, Нигерия[23]
- 14 мая 2022 г., почетный доктор Аддис-Абебского университета, Эфиопия, за вклад в область экономики[24]
- 2023, доктор наук, Университет Веритас в Абудже[25]
- 2024 г., Почетная степень доктора делового администрирования, Университет Байеро, Кано[26]

### Национальные награды
- Нигерия:
  -  Commander of the Order of the Federal Republic - 2012

### Иностранные награды
- Камерун:
  -  Grand Officer of the Order of Valour - 2017[27]
- Гамбия:
  -  Honorary Grand Commander of the Order of the Republic of The Gambia - 2023[28]
- Либерия:
  -  Grand Cordon of the Order of the Star of Africa - 2018[29]
- Нигер:
  -  Grand Officer of the National Order of Niger - 2017[30]
- Сенегал:
  -  Grand Officer of the National Order of the Lion - 2015[31]
- Того:
  -  Grand Commander of the Order of Mono - 2018[32]
- Тунас:
  -  Grand Officer of the National Order of Merit of Tunisia - 2019[33]